# ベン・ムーディー

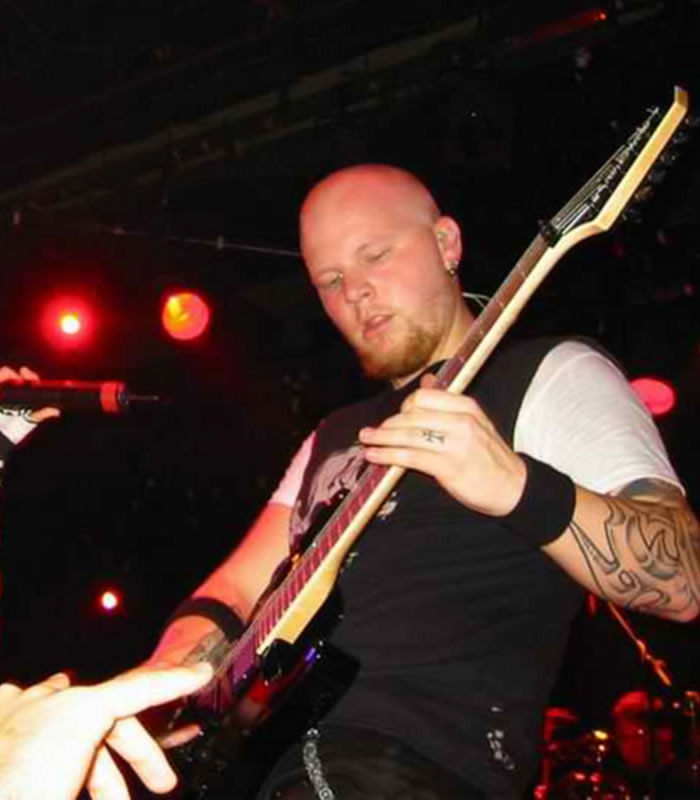
ベン・ムーディー

ベン・ムーディー（Ben Robert Moody III、ベン・ロバート・ムーディーIII世、1981年1月22日 - ）は、アメリカ合衆国アーカンソー州リトルロックのミュージシャン。
エヴァネッセンスのギタリストとしてデビューするも、アルバム『フォールン』に伴うツアー中に双極性障害などによる疲労や、バンドのボーカリストのエイミー・リーとの創作性の違いなどにより脱退、現在はソロ活動を行っている。
脱退後は、アヴリル・ラヴィーン「ノーバディーズ・ホーム」（『アンダー・マイ・スキン』収録）、さらにリンジー・ローハン『リトル・モア・パーソナル』、ボー・バイス『ザ・リアル・シング』など多方面にわたって貢献している。元エヴァネッセンスのキーボーディストのデヴィッド・ホッジスとのコラボレーションでケリー・クラークソン『ブレイクアウェイ』にも参加、シングル・カットされた「ビコーズ・オブ・ユー」は大ヒットした。
また、アナスタシアとのコラボレーションによる「Everything Burns」（『ファンタスティック・フォー』サウンドトラック収録）、自身のソロ名義でも「The End Has Come」（『パニッシャー』サウンドトラック収録）を発表。
2007年に入ってセリーヌ・ディオンと作業を開始している。さらにソロ・アルバム『Can't Regret What You Don't Remember』も2007年中の発売が予定されている。
現在は Makeshift Films 社にて映画やテレビ用音楽も制作している。
2009年、元エヴァネッセンスのジョン・ルコンプ、ロッキー・グレイ、アメリカンアイドル'07のファイナリスト、カーリー・スミスソン、マーティ・オブライアンらと共に、新バンドWE ARE THE FALLEN（ウィー・アー・ザ・フォールン）を結成。
同年6月22日にハリウッドにて記者会見を行い、デビュー曲「Bury Me Alive」を発表した。
WE ARE THE FALLEN（ウィー・アー・ザ・フォールン）のデビューアルバム「Tear The World Down」は2010年5月11日リリース。